# Базиле, Джамбаттиста
Джамбатти́ста Бази́ле (итал. Giambattista Basile; 15 февраля 1566, Джульяно-ин-Кампанья, Неаполитанское королевство — 23 февраля 1632, там же) — неаполитанский поэт и писатель-сказочник. Его написанная в стиле барокко «Сказка сказок» является первым в истории европейской литературы сборником сказочного фольклора. Некоторые из этих сказок позже стали хрестоматийными в обработках Шарля Перро и братьев Гримм (например, «Спящая красавица», «Золушка», «Кот в сапогах»).

## Биография

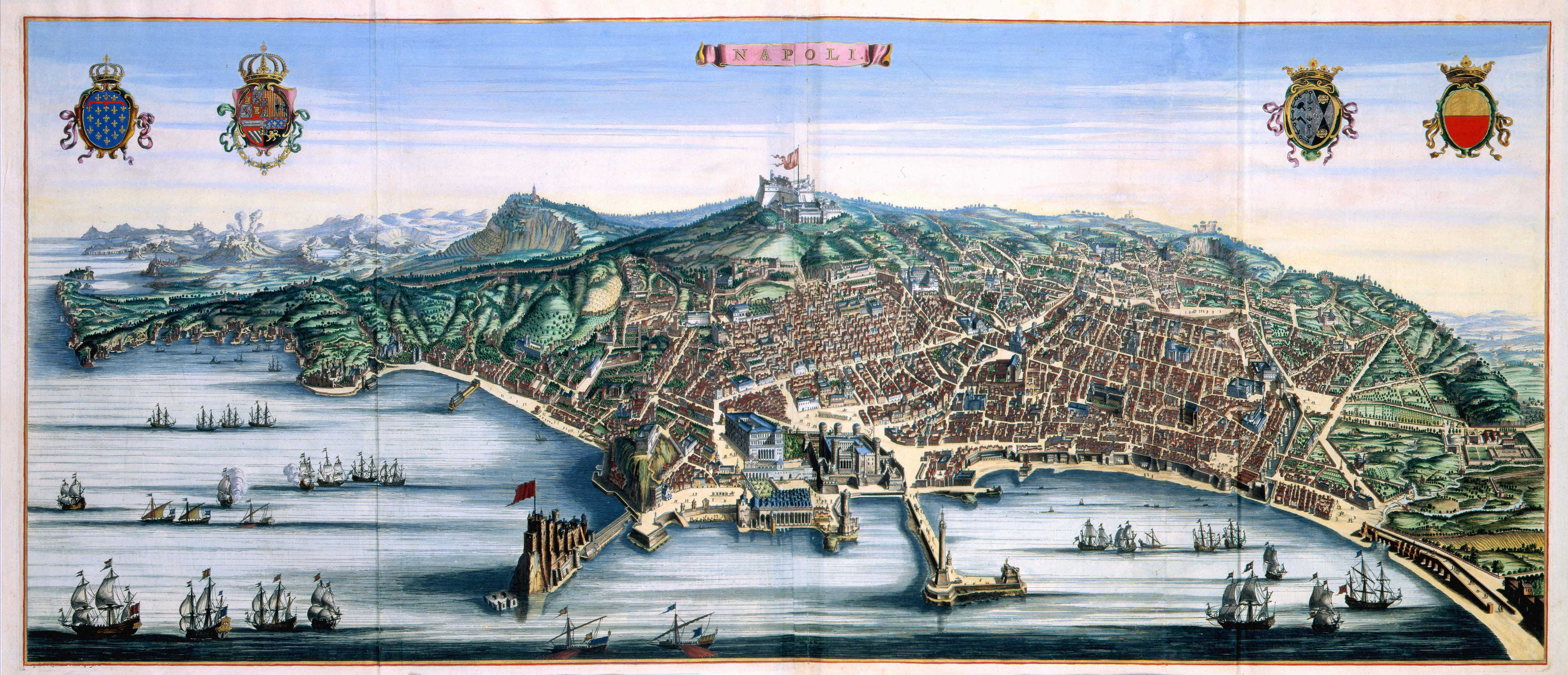
Неаполь в середине XVII века. Гравюра из «Космографии» Яна Блау, 1667 г.

Родился 15 февраля 1566 года в небольшом городке Джульяно-ин-Кампанья близ Неаполя, о чём свидетельствует запись в приходской книге церкви Сан-Никола, в старинной, но небогатой дворянской семье.
Род его отца Джанджакомо Базиле, судя по греческой этимологии его фамилии, мог восходить к первопоселенцам античной Партенопы. Также не исключено, что предки поэта происходили из исторической области Базиликата, в городах, замках и лесах которой, особенно в окрестностях древней Ачеренцы, разворачивается действие многих из записанных им волшебных историй. От своей супруги Ландонии Джанджакомо имел шестерых сыновей и трёх дочерей. Семья была образованной, а дети одарёнными, брат писателя Лелио стал композитором, а сёстры — известными певицами.
Юные годы жизни Базиле покрыты мраком неизвестности, установлено лишь, что в школе он учился вместе с известным поэтом Джулио Чезаре Кортезе (1570—1622). По окончании школы Базиле занимался, вероятно, самообразованием и скитался по Италии в поисках знаний. Не установлено, учился ли он в одном из итальянских университетов и окончил ли там курс наук, но эрудиция его и знакомство с античной и средневековой классикой, от Овидия и Тацита до Петрарки и Саннадзаро, несомненны. Вместе с тем, он явно несведущ был в философии и теологии, и, несомненно познакомившись с биографией албанского князя Скандербега, выпущенной в 1510 году в Риме Марином Барлети, вряд ли изучал когда-либо труды Аристотеля или Фомы Аквинского.
В 1600 или 1603 году, вероятно, нуждаясь в деньгах, он поступил на военную службу и служил в венецианской армии, проведя около пяти лет в крепости Кандия на Крите, где сражался с турками, заслужив звание капитана пехоты. На досуге он посещал местный литературный кружок «Академия чудаков» (итал. Accademia degli Stravaganti), основанный венецианским меценатом Андреа Корнаро и объединявший литераторов, образованных чиновников и офицеров. Летом 1607 года он участвовал в военно-морском походе Венецианской республики и служил на одном из её кораблей под командованием Джованни Бембо.
Вернувшись в 1608 году в Неаполь, Базиле оказался безо всяких средств, но дальнейшей карьере его поспособствовала младшая сестра Адриана (1580—1642), певшая в придворной капелле князя Луиджи Карафа ди Стильяно и признанная к тому времени первой певицей Италии. Талантами Адрианы восхищался даже Джон Мильтон, живший в Риме в конце 1630-х годов, а итальянские поэты посвящали ей сборники стихов. Сам Базиле также сочинял тексты для музыки, многие из которых предназначались для исполнения Адрианой и её дочерью Элеонорой Барони, также ставшей впоследствии известной певицей. В 1610 году он публикует пасторальную драму «Злоключения с приключениями» (итал. Le Avventurose disavventure), посвятив её своему покровителю князю Стильяно. Заслужив себе этой пьесой некоторый авторитет в среде неаполитанских литераторов, он участвовал в создании в 1611 году местного литературного общества «Академия праздных», включавшего в свои ряды не только итальянских авторов, но и испанцев, к примеру, Франсиско Кеведо.
В 1610 году Адриана стала придворной певицей герцога Мантуи Винченцо I Гонзага, а после смерти в 1612 году последнего сумела устроить брата управляющим имениями у нового герцога Фердинандо. В 1615 году Базиле управлял от его имени Монтемарано в провинции Авеллино. В 1618 году он поступил на службу к принцу Марино Караччоло, который сделал его в 1619 году губернатором Авеллино, а в 1621—1622 годах он управлял Лаголиберо в области Базиликата. Перейдя на службу к неаполитанскому вице-королю герцогу Альбе, он в 1626 году занял пост губернатора Аверсы. В 1624 году Фердинандо Гонзага наградил его за усердную службу титулом палатинского графа Тороне.
Имея репутацию человека бескорыстного и непрактичного, Базиле так и не смог составить себе состояние, находясь на службе у нескольких знатных господ. Друзья укоряли его за «неумение жить». Долгие годы он управлял крупными имениями, в том числе государственными владениями испанской короны, через его руки проходили огромные деньги, но в Неаполь он вернулся таким же бедняком, каким был раньше. Вероятно, придворная жизнь, которую Базиле должным образом высмеял в своём сборнике сказок, не удовлетворяла натуру поэта и писателя.
Последней должностью Джамбаттисты был предоставленный в 1631 году пост губернатора Джульяно, входившего во владения герцога Джан Галеаццо Пинелли. Последний с почтением относился к Базиле, и вскоре заседания неаполитанской «Академии праздных» перенесены были в родной город писателя.
Умер Базиле в Джульяно 23 февраля 1632 года, в возрасте 66 лет, возможно, став жертвой эпидемии гриппа, последовавшей за случившимся годом ранее извержением Везувия. Похоронен в местной церкви Санта-София.

## Семья
В 1612 году вступил в брак с 24-летней уроженкой Джульяно Флорой де Альтерио. Сведений об их детях не сохранилось, возможно, из-за разразившейся в 1656 году в Неаполе эпидемии чумы, унёсшей жизни более половины его жителей.
Братья писателя также служили испанцам и итальянским князьям.

## Творчество
Наибольшую известность, в том числе за пределами Италии, среди произведений Базиле приобрёл двухтомный сборник «Сказка сказок» («Пентамерон»), после его смерти изданный в 1634 и 1636 годах его сестрой Адрианой, под анаграммным псевдонимом Джан Алесио Аббатутис (Gian Alesio Abbattutis). Оригинальное название его на неаполитанском диалекте звучит как Lo Cunto de li Cunti, ovvero Lo trattenemiento de’ peccerille, что можно перевести как «Сказка сказок, или Забава для малышей», или как «Сказка сказок, или Времяпрепровождение старушек». 
Сборник включает 49 сказочных новелл, обработанных в барочном стиле и связанных обрамлением: десять старух-сказочниц, приглашённых во дворец, в течение пяти дней поочередно рассказывают королю и его супруге сказки — отсюда название «Пентамерон» (Pentamerone, букв. «Пятиднев», от греческих слов греч. πἐντα — «пять» и ἡμέρα — «день»). В их основу лёг местный городской и сельский фольклор, разбавленный рядом восточных сюжетов, а также заимствованиями из произведений ренессансных авторов, в частности, «Пекороне» Джованни Флорентийца, «Мамбриано» Чеко да Феррара, новелл Джованни Серкамби из Лукки и «фабул» неаполитанца Джироламо Морлини.
Наивные и страстные, искусственно стилизованные, подобно «Приятным ночам» Страпаролы, под «народность», волшебные истории Базиле обнаруживают, вместе с тем, склонность их автора к меланхолии и пессимизму, вызванную, вероятно, неудовлетворённостью унизительным существованием придворного. Мировоззрение Базиле проявляется в скрепляющих «дни» философско-моралистических эклогах, содержащих острую критику современных автору нравов и социальных порядков. Последовательность их строго логична и отражает движение авторской мысли от частного к общему. Конструктивно эти четыре эклоги, имеющие форму сатирических сценок-диалогов в стиле Комедии дель арте, с участием слуг главного заказчика сказочных историй принца Тадео, играют едва ли не большую роль, чем канцоны в «Декамероне».
Обращает на себя внимание, что высмеивая как лицемерие и чванство власть предержащих, так и невежество и стяжательство горожан, осторожный Базиле всячески избегает вопросов религии и церковной стороны быта, вероятно, опасаясь гнева инквизиции. Символом земной власти и способности людей к самоутверждению во враждебном им мире выступает у Базиле золото, которому он, вслед за своими предшественниками-гуманистами, пытается противопоставить знания и «доблесть», под которой разумеет внутренние возможности человека в высшем их проявлении, уподобляющие его Богу. Своей законченностью, гармоничностью и целостностью «Пентамерон» не уступает сборнику Бокаччо и эстетически противостоит всей итальянской новеллистике XVII столетия, справедливо получив от Бенедетто Кроче звание «лучшей книги итальянского барокко».
Став первым в истории европейской литературы сборником народных волшебных сказок, «Пентамерон» не был должным образом оценен при жизни его автора. Более того, когда в 1647 году венецианская «Академия неизвестных» опубликовала торжественно-официальную биографию «Неаполитанца Джамбаттиста Базиле», в ней вовсе не упоминалось «вульгарное» произведение «Джан Алесио Аббатутиса», а главными его творениями назывались поэмы. Тем не менее, к сюжетам «Пентамерона» обращались уже Шарль Перро и Карло Гоцци.
Европейскую известность творчество Базиле приобрело, однако, лишь после того, как братья Гримм отдали ему должное в изданном в 1822 году третьем томе своих «Сказок». Автора стали называть «неаполитанским Бокаччо», комментировать и цитировать. После некоторого охлаждения в эпоху Рисорджименто, новый всплеск интереса к Базиле в Италии пришёлся на конец XIX столетия и связан он с расцветом исследований языка и истории Неаполя. Продуктом этого внимания стало переиздание «Пентамерона» (Неаполь, 1891) под редакцией Бенедетто Кроче, который, кроме того, внёс значительный вклад в исследование биографии писателя, а в 1925 году перевёл его сказочный сборник на литературный итальянский язык.
Также Базиле писал стихи, восхвалявшие своих покровителей-аристократов и вошедшие в сборники «Il Pianto della Vergine» (1608) и «Madrigali e ode» (1609). В 1612 году он публикует «Любовные эклоги» (итал. Egloghe amorose), а в 1613-м — драму «Опечаленная Венера» (итал. Venere addolorata). Его неоконченная героическая поэма в октавах «Феаген» (итал. Il Teagene, 1637), представляющая собой переложение «Эфиопики» Гелиодора, и вышеназванная драма «Злоключения с приключениями» являются образцами маринистского стиля, модного в то время. Выпустив критические издания стихотворений Пьетро Бембо и Джованни Делла Каза, он составил стилистико-лингвистический трактат «Заметки о стихотворениях Бембо и Казы».
Но наибольший успех имел его поэтический сборник «Неаполитанские музы» (итал. La Musa Napoletana, 1635), в девяти эклогах-диалогах которого даны красочные и причудливые картины города Неаполя. Читатель слышит и живо представляет себе, как ссорятся, сплетничают и беседуют уличные торговки, авантюристы, проститутки, воры, городские кумушки, наивные юноши, пришедшие из окрестных деревень в столицу в поисках развлечений и заработка.

## Русские издания
- Джамбаттиста Базиле. Сказка сказок / Пер. с итал. Петра Епифанова // Иностранная литература. — 2012. — № 8. — С. 150—194.
- Джамбаттиста Базиле. Сказка сказок, или Забава для малых ребят / Пер. с итал. Петра Епифанова. — СПб.: Издательство Ивана Лимбаха, 2015. — 552 с.: ил. — ISBN 978-5-89059-278-1.
- Джамбаттиста Базиле. Сказка сказок. Пентамерон / Пер. с итал. Петра Епифанова. — М.: ИД «Альма Матер»; «Гаудеамус», 2023. — 503 с.: ил. — (Методы культуры: фольклористика). — ISBN 978-5-6047272-5-6.

## Экранизации
- «Страшные сказки» — фильм 2015 года итальянского режиссёра Маттео Гарроне[5].

## Комментарии

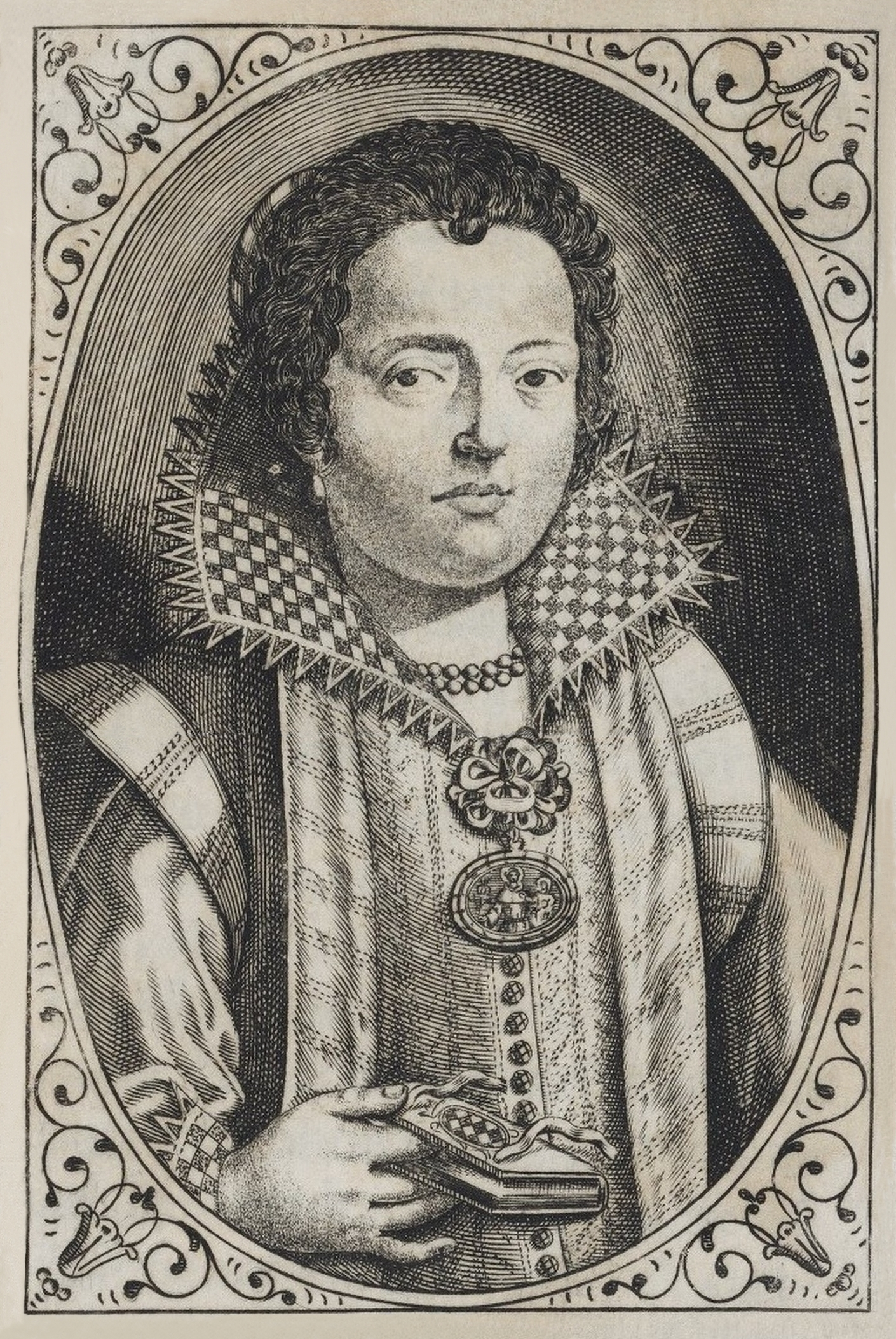
Младшая сестра Базиле — Адриана, одна из знаменитейших певиц Италии

1. ↑  Согласно Бенедетто Кроче, Базиле родился в 1575 году в Неаполе. См.: Nicolini F. Basile, Giambattista // Enciclopedia Italiana. — Roma, 1930.